# بیواکو ۴۲۸۹
سیارک ۴۲۸۹ (به انگلیسی: 4289 Biwako، نامگذاری:1989UA2) چهار هزار و دویست و هشتاد و نهمین سیارک کشف شده‌است که در ۲۹ اکتبر ۱۹۸۹ کشف شد.
قدر مطلق سیارک برابر ۱۲٫۸۰ است.